# Albert Riera
Albert Riera (født 15. april 1982 i Manacor, Spanien) er en spansk tidligere fodboldspiller. Han var på klubplan tilknyttet blandt andet Galatasaray, Olympiakos, RCD Mallorca, Girondins Bordeaux, RCD Espanyol, Manchester City F.C. og Liverpool F.C.
Riera nåede 16 landskampe og fire scoringer for Spaniens landshold, som han debuterede for i 2007. Hans debutkamp var en EM-kvalifikationskamp mod Danmark i Århus, hvor spanierne vandt 3-1. Riera scorede det ene spanske mål.